# Estero Quintero
El estero Quintero es un curso natural de agua que nace en la comuna de Quintero de la Región de Valparaíso y fluye con dirección general suroeste hasta desembocar en la laguna Angostura que entrega, ocasionalmente, las aguas al mar.
Tras la confluencia con el estero Mantagua, algunos llaman estero Mantagua y laguna Mantagua a la continuación del curso de agua.(Ver googlemaps y Openstreetmap.)

## Trayecto
El estero nace de la confluencia de varios arroyos provenientes de las laderas poniente del cerro Piedras Trepadas y corre hacia el sur recibiendo por su ribera izquierda a la quebrada Los Mayos y luego a la quebrada Majadillas. El mapa de Luis Risopatrón, Ossandon y Boloña de 1909 lo muestra con una laguna de transición, la laguna Angostura, pero esta ya no aparece en el mapa de la zona del Instituto Geográfico Militar de Chile publicado en 1953.
Desemboca solo pocos kilómetros al norte de la desembocadura del río Aconcagua.

## Caudal y régimen
El estero tiene una estación fluviométrica en Valle Alegre. 

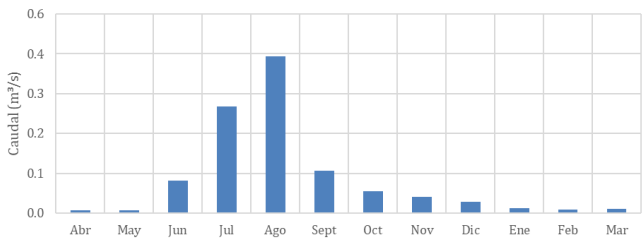
Caudales medios mensuales del estero Quintero en Valle Alegre.

El régimen es en todas las cuencas del ítem 053 pluvial.

## Historia
Luis Risopatrón lo describe en su Diccionario Geográfico de Chile de 1924:
Quinteros (Estero de) 32° 48' 71° 25' Baña el fundo de Quintero, corre hácia el S W i se vacia en ¡a laguna de La Angostura, cerca del mar. 156; i arroyo en 61, 1854, p. 160.